# FADEC

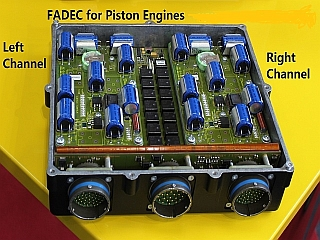
FADEC pour les Moteurs à Piston

Le FADEC, acronyme anglais de Full Authority Digital Engine Control, ou en français système de régulation numérique à pleine autorité, est un système qui s'interface entre le cockpit et le moteur d'aéronef.
Il permet d'assurer le fonctionnement d'une turbomachine (turboréacteur, turbopropulseur, ou turbomoteur), voire d'un moteur à pistons sur certains aéronefs légers qui sont souvent à allumage par compression, comme par exemple le Diamond DA40-TDI ou le Robin Ecoflyer.
Le système FADEC est un système de régulation numérique centré sur un calculateur à deux voies symétriques, redondantes et à pleine autorité. Les capteurs principaux et les actionneurs sont, pour leur partie électrique, dupliqués (un par voie). Seuls les organes hydrauliques, comme les pompes, les servovalves ou les  générateurs de pression, sont uniques, c'est-à-dire non redondants.
Le FADEC assure les fonctions suivantes, :
1. régulation de débit (alimentation en carburant, contrôle des accélérations et des décélérations) ;
2. démarrage automatique ;
3. transmission des paramètres moteurs aux instruments du cockpit ;
4. gestion de la poussée et protection des limites opérationnelles ;
5. gestion de la poussée inverse ;
6. détection et sécurisation des conditions de "survitesse"[4].